# Водотрубный котёл
Котёл водотрубный — паровой или водогрейный котёл, у которого поверхность нагрева (экран) состоит из кипятильных трубок, внутри которых движется теплоноситель. Теплообмен происходит посредством нагрева кипятильных трубок горячими продуктами сгорающего топлива. Различают прямоточные и барабанные водотрубные котлы. По конструкции является противоположностью газотрубному котлу (жаротрубному).
В России в XX веке преимущественно использовались водотрубные котлы Шухова.

## Прямоточные котлы

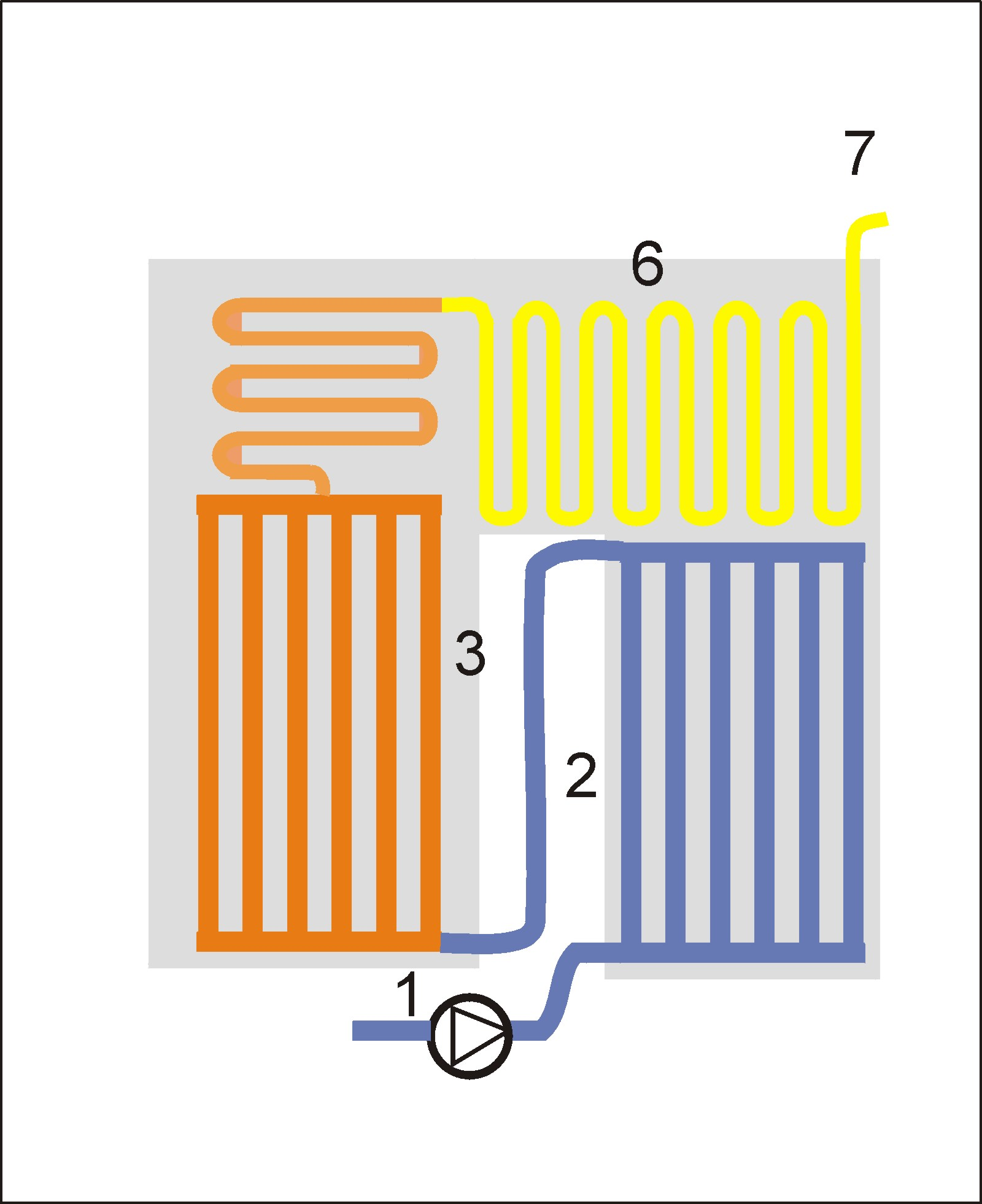
Циркуляция воды в прямоточном котле
1 Питательный насос
2 Экономайзер
3 Испарительные трубы
6 Пароперегреватель
7 В турбину

Прямоточный котёл, как правило, представляет собой змеевик, помещённый в топку. Вода (или другой теплоноситель) прокачивается через него при помощи насоса.
Прямоточные котлы не имеют барабана. Через испарительные трубы вода проходит однократно, постепенно превращаясь в пар. Зона, где заканчивается парообразование, называется переходной. После испарительных труб пароводяная смесь (пар) попадает в пароперегреватель. Прямоточный котел является разомкнутой гидравлической системой. Такие котлы работают не только на докритическом, но и на сверхкритическом давлении.

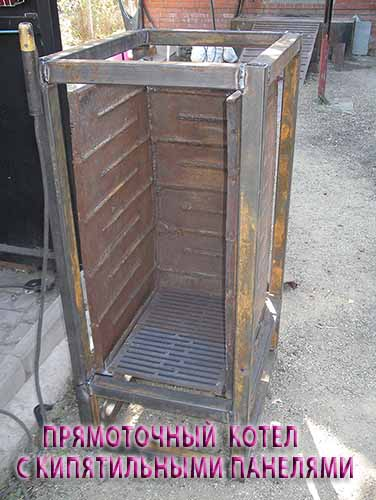
Прямоточный котел на твердом топливе. Стадия сборки котла

Кроме нагревательных  экранов из  кипятильных трубок, производятся  нагревательные экраны из  плоских кипятильных поверхностей.  Дело в том, что нагревательные экраны из сваренных в решетки труб не могут быть сделаны сплошными по технологическим причинам, и коэффициент экранирования топки у таких решеток из кипятильных труб составляет от 0,6 до 0,7, то есть, чтобы полностью экранировать топку и улавливать всю лучистую энергию горения, приходится ставить два экрана из труб друг за другом. Однако в прямоточных котлах соединить в одну последовательную схему 8-10 решетчатых кипятильных экранов очень  трудно, и последовательная прокачка воды в ней крайне затруднена. Поэтому не так давно[когда?] для экранирования топок в прямоточных котлах начали использоваться плоские кипятильные панели, которые полностью  экранируют своею поверхностью весь периметр топки и полноценно улавливают всю лучистую  энергию горения топлива. Такие котлы имеет более высокую мощность по теплу при умеренном весе и объеме.

## Барабанные котлы
Вода в этом котле, пройдя экономайзер, попадает в барабан (находится вверху котла), из которого под действием силы тяжести (в котлах с естественной циркуляцией) попадает в опускные необогреваемые трубы, а затем в подъёмные обогреваемые, где происходит парообразование (подъёмные и опускные трубы образуют циркуляционный контур). Из-за разницы температур, а следовательно и плотностей среды, в опускных и подъёмных трубах вода поднимается обратно в барабан. В нём происходит разделение пароводяной смеси на пар и воду. Вода заново идёт в опускные трубы, а насыщенный пар уходит в пароперегреватель. В котлах с естественной циркуляцией кратность циркуляции воды по циркуляционному контуру — от 5 до 30 раз. Котлы с принудительной циркуляцией оснащены насосом, который создаёт напор в циркуляционном контуре. Кратность циркуляции составляет 3—10 раз. Котлы с принудительной циркуляцией на территории постсоветского пространства распространения не получили. Барабанные котлы работают при давлении меньше критического.